# ФК Интер (Турку)
„Интер“ (Турку) (на фински: Football Club International Turku) още познат като ФК Интер, или просто Интер е футболен отбор от град Турку, провинция Западна Финландия, Финландия.
Тимът се състезава в най-високото ниво на финландския футбол – Вейкауслигата. Заедно с „Турун Палоусера“ са двата клуба от Турку, които играят в тази лига. Двата отбора споделят и терена за домакинствата си – „Веритас“.

## Успехи
- Вейкауслига: (Висша лига)
  -  Шампион (1): 2008
  -  Вицешампион (3): 2011, 2012, 2019
- Купа на Финландия:
  -  Носител (2): 2009, 2017/18
  -  Финалист (3): 2014, 2015, 2024
- Купа на лигата:
  -  Носител (2): 2008, 2024
  -  Финалист (3): 2007
- Иконен: (2 ниво)
  -  Победител (1): 1995

## Европейска статистика
| Сезон     | Турнир                | Кръг     | Държава | Противник              | Домакинство | Гостуване | Общ рез. |
| --------- | --------------------- | -------- | ------- | ---------------------- | ----------- | --------- | -------- |
| 2005 – 06 | Купа Интертото        | 1-ви кв. |         | Ипротабандалаг Акранес | 0 – 0       | 4 – 0     | 4 – 0    |
|           |                       | 2-ри кв. |         | НК Вартекс             | 2 – 2       | 3 – 4     | 5 – 6    |
| 2009 – 10 | УЕФА Шамппионска лига | 2-ри кв. |         | Шериф Тираспол         | 0 – 1       | 0 – 1     | 0 – 2    |
| 2010 – 11 | Лига Европа           | 3-ти кв. |         | Генк                   | 1 – 5       | 2 – 3     | 3 – 8    |